# Uli Aselmann

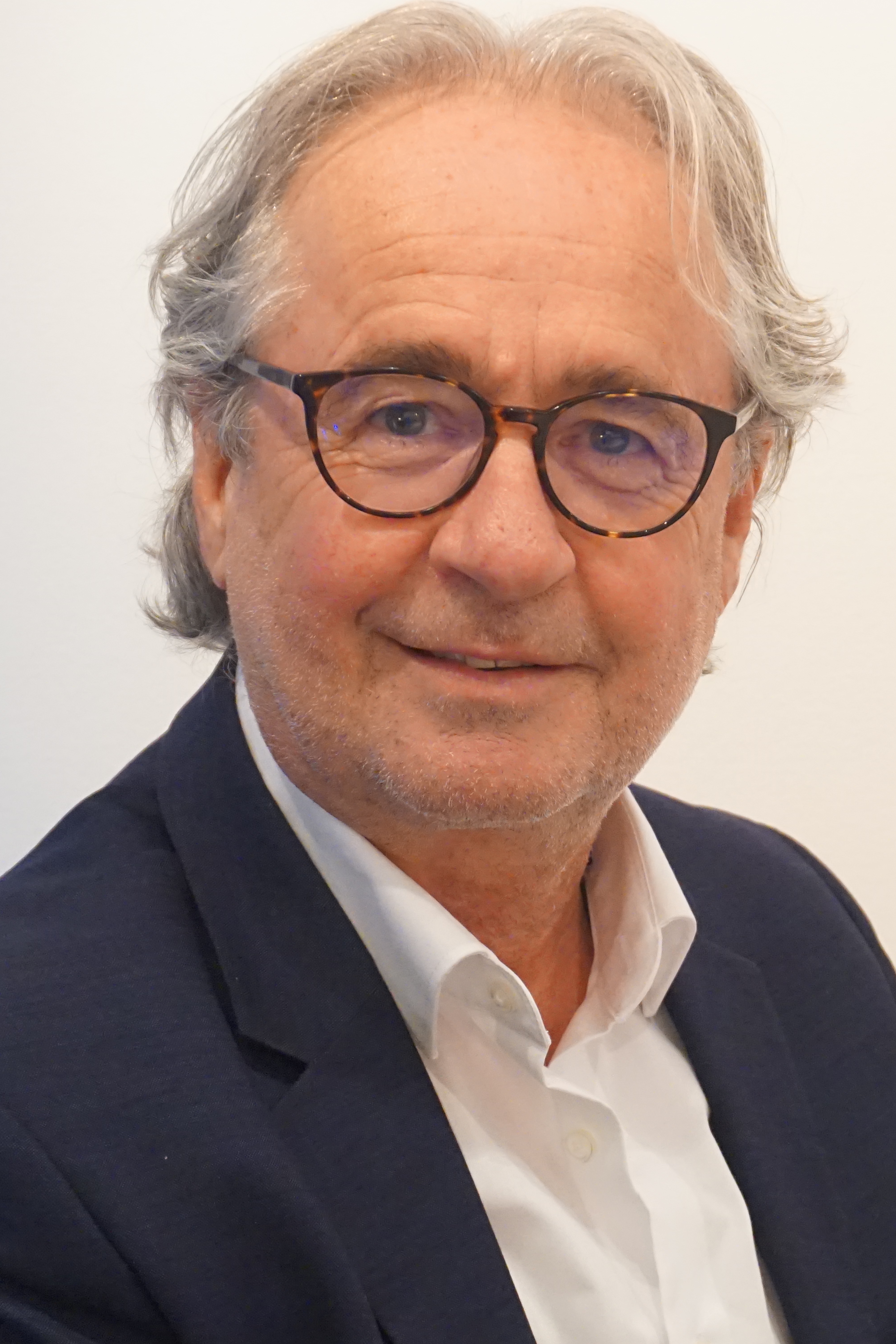
Uli Aselmann (2020)

Dieter Ulrich Aselmann (* 21. April 1957 in Hamburg St. Georg) ist ein deutscher Film- und Fernsehproduzent.

## Leben
Nach dem Abitur studierte Aselmann Germanistik und Musikwissenschaft an der Universität Bielefeld. Er leistete Zivildienst und arbeitete anschließend zunächst als Regieassistent an Ida Ehres Hamburger Kammerspielen sowie als Producer für verschiedene Hörfunkproduktionen des Norddeutschen Rundfunks. Das Studium an der Hochschule für Bildende Künste Hamburg schloss Aselmann mit dem Filmdiplom ab (Diplomfilm Drei mal Drei, 1987).
Es folgten verschiedene Tätigkeiten bei TV-Projekten als Requisiteur, Ausstatter, Aufnahme- und Produktionsleiter, bis er von Jürgen Kriwitz als Produzent bei der in Hamburg und München ansässigen Produktionsfirma „Neue Deutsche Filmgesellschaft“ (ndF) fest angestellt wurde.
Nach Serien wie Schloss Hohenstein und Um die 30, Werbefilmproduktionen u. a. mit Helmut Dietl, Bobby Roth und Ralf Huettner und TV- und Kinofilmen wie Amerika, Chaos Queen und Die Musterknaben gründete er 1997 die Produktionsfirma „die film gmbh“ in München, sowie in den folgenden Jahren die Tochterfirmen „a.pictures film & tv.production gmbh“ in Hamburg, „die film gmbh WEST“ in Köln und „die film gmbh BERLIN“. Aselmann ist geschäftsführender Gesellschafter und Produzent dieser Firmen. Die Unternehmen haben weit über 100 TV- und Kinoproduktionen realisiert, von denen viele für internationale und nationale Preise nominiert und in verschiedenen Kategorien ausgezeichnet wurden. Uli Aselmann lebt mit seiner Lebensgefährtin, der deutsch-schwedischen Filmproduzentin Ewa Karlström, in München und am Tegernsee.

## Mitgliedschaften
Aselmann ist seit Mai 2008 Kinosektionsvorstand und war stellvertretender Vorstandsvorsitzender der Allianz Deutscher Produzenten – Film & Fernsehen. Ab 2023 gehört er dem geschäftsführenden Vorstand an. Seit Februar 2009 ist er Präsidiumsmitglied der Filmförderungsanstalt (FFA) und Mitglied der Deutschen Filmakademie.

## Filmografie (Auswahl)
- Sarah Kohr – Zement (2024)
- Sarah Kohr – Koma (2024)
- Die Bestatterin – Zweieinhalb Tote (2023)
- Sarah Kohr – Irrlichter (2022)
- Freunde sind mehr – Serie (2022)
- Die Glücksspieler – Serie (2022)
- Trügerische Sicherheit (2021)
- Sarah Kohr – Geister der Vergangenheit (2021)
- Sarah Kohr – Schutzbefohlen (2021)
- Die Bestatterin – Die unbekannte Tote (2021)
- Sarah Kohr – Teufelsmoor (2020)
- Tanze Tango mit mir (2020)
- TATORT – Das perfekte Verbrechen (2019)
- TATORT – Das Team (2019)
- Sarah Kohr – Das verschwundene Mädchen (2019)
- Nimm Du ihn (2019)
- Sarah Kohr – Mord im Alten Land (2018 – Serie)
- Du bist nicht allein (2018)
- Irgendwas bleibt immer (2018)
- Klassentreffen (2018)
- Klassentreffen – Die Serie (2018)
- Jugend ohne Gott (2017)
- Jürgen – Heute wird gelebt (2017)
- Polizeiruf 110 – Nachtdienst (2017 – Serie)
- Die HochzeitsVerplaner (2017)
- Ein Mann unter Verdacht (2016)
- Wenn es Liebe ist (2016)
- Kleine Ziege, Sturer Bock (2015)
- Zweimal lebenslänglich (2015)
- Männerhort (2014)
- Die Gruberin (2013)
- Wer hat Angst vorm weißen Mann (2013)
- Stärke 6 (2013)
- Polizeiruf 110 – Fieber (2012 – Serie)
- Dreiviertelmond (2011)
- Das Blaue vom Himmel (2011)
- Zimmer mit Tante (2010)
- Die Tochter des Mörders (2010)
- Sonntagsvierer (2010)
- Gletscherblut (2009)
- Die Perlmutterfarbe (2009)
- Meine Mutter, mein Bruder und ich! (2008)
- Polizeiruf 110 – Wie ist die Welt so stille (2008 – Serie)
- Polizeiruf 110 – Taubers Angst (2007 – Serie)
- Polizeiruf 110 – Jenseits (2007 – Serie)
- Auf ewig und einen Tag (2006)
- Winterreise (2006)
- Grenzverkehr (2005)
- Die Musterknaben I bis III (1997 bis 2003)
- Vaya con Dios (2003)
- Liebst Du mich? (2000)
- Der Neffe (1997)
- Chaos Queen (1997)
- Um die 30 (1995 bis 1997 – Serie)
- Schloß Hohenstein (1994 bis 1995 – Serie)

## Auszeichnungen (Auswahl)
- VFF TV Movie Award Filmfest München 1997: Die Musterknaben
- Montreal 2000 PRIX DU MEILLEUR ESSAI "Experimentum Mundi"
- VGF-Nachwuchsproduzentenpreis 2002 für Vaya con Dios
- Nominierung Deutscher Filmpreis 2007 "Winterreise"
- Bayerischer Filmpreis 2010: Produzentenpreis für Das Blaue vom Himmel
- TV-Produzentenpreis Filmfest Hamburg 2011: Tödlicher Rausch
- Nominierung Deutscher Filmpreis 2012 "Dreiviertelmond"
- European Science TV and New Media Award, Kategorie "Best TV Drama" für Stärke 6
- Fair Film Award 2017 Polizeiruf 110 – Nachtdienst
- Goldene Kamera 2018: Bester Deutscher Fernsehfilm Jürgen – Heute wird gelebt
- Civis Cinema Europe`s media price 2018 für "Jugend ohne Gott"